# Stanislaw Nikolajewitsch Gomoskow
Stanislaw Nikolajewitsch Gomoskow (russisch Станислав Николаевич Гомозков; * 3. August 1948 in Assipowitschy, Mahiljouskaja Woblasz, in der Weißrussischen SSR der damaligen Sowjetunion) ist ein sowjetischer Tischtennisspieler, Tischtennistrainer, früherer Welt- und Europameister und mehrfacher Medaillengewinner bei Weltmeisterschaften.

## Werdegang
Stanislaw Gomoskow spielte  für Spartak Moskau. Erste Erfolge erzielte er bei den Jugendeuropameisterschaften 1965 in Prag und 1966 Szombathely, bei denen er insgesamt fünf Titel holte. In Prag siegte er im Doppel und mit der Mannschaft, ein Jahr später zusätzlich noch im Einzel. Sein Verband nominierte ihn schon 1965 für die Weltmeisterschaft in Ljubljana, er schied in der Runde der letzten 32 sowohl im Einzel als auch im Mixed aus. Zwei Jahre später gewann er seine erste Weltmeisterschaftsmedaille, als er im Doppel nach einer Finalniederlage gegen Hans Alser/Kjell Johansson zusammen mit Anatoli Amelin überraschend Vizeweltmeister wurde. 1969 in München kam er im Doppel – wieder mit Amelin – bis ins Halbfinale, in den anderen Wettbewerben war spätestens im Viertelfinale Schluss, ebenso wie 1971 in Nagoya. 1973 in Sarajevo waren die Achtelfinals im Einzel und im Doppel die letzten Spiele. Seinen einzigen Weltmeistertitel gewann er 1975 in Kalkutta. In einem rein sowjetischen Finale besiegte er mit seiner Partnerin Tatjana Ferdman die Landsleute Sarkis Sarchajan/Elmira Antonyan. Zwar nahm er 1977 noch einmal an der Weltmeisterschaft teil, kam in Birmingham aber nur im Einzel unter die letzten 32.
Auf europäischer Ebene war Gomoskow ebenfalls sehr erfolgreich. Dem Doppelhalbfinale 1966 in London folgte 1968 die erste Europameisterschaft. Im Mixed siegte er mit Soja Rudnowa. Mit ihr verteidigte er den Titel 1970, 1972 und 1974 erfolgreich, im Doppel stand er viermal im Halbfinale und einmal im Viertelfinale, im Einzel waren drei Viertelfinalteilnahmen zwischen 1968 und 1972 die besten Resultate. Zum Abschluss seiner Karriere gewann er bei der Europameisterschaft 1972 in Prag noch einmal eine Bronzemedaille im Mixed, wiederum mit seiner langjährigen Partnerin Rudnowa und im Mannschaftswettbewerb. Seine beste Platzierung im europäischen Ranglistenturnier Europe TOP-12 erreichte er 1972 als Fünfter.
Von 1978 bis 1982 war Trainer der sowjetischen Nationalmannschaft der Frauen.

## Privat
Gomoskow studierte an einem Bauinstitut. Seit 1970 ist er verheiratet.

## Turnierergebnisse
| Verband | Veranstaltung                         | Jahr | Ort         | Land | Einzel        | Doppel        | Mixed         | Team |
| ------- | ------------------------------------- | ---- | ----------- | ---- | ------------- | ------------- | ------------- | ---- |
| URS     | Europameisterschaft                   | 1976 | Prag        | TCH  | letzte 16     |               | Halbfinale    |      |
| URS     | Europameisterschaft                   | 1974 | Novi Sad    | YUG  | letzte 16     | Halbfinale    | Gold          |      |
| URS     | Europameisterschaft                   | 1972 | Rotterdam   | NED  | Viertelfinale | Viertelfinale | Gold          |      |
| URS     | Europameisterschaft                   | 1970 | Moskau      | URS  | Viertelfinale | Halbfinale    | Gold          |      |
| URS     | Europameisterschaft                   | 1968 | Lyon        | FRA  | Viertelfinale | Halbfinale    | Gold          | 2    |
| URS     | Europameisterschaft                   | 1966 | London      | ENG  |               | Halbfinale    |               | 2    |
| URS     | Jugend-Europameisterschaft (Junioren) | 1966 | Szombathely | HUN  | Gold          | Gold          |               | 1    |
| URS     | Jugend-Europameisterschaft (Junioren) | 1965 | Prag        | TCH  |               | Gold          |               | 1    |
| URS     | EURO-TOP12                            | 1974 | Trollhatten | SWE  | 11            |               |               |      |
| URS     | EURO-TOP12                            | 1973 | Böblingen   | FRG  | 10            |               |               |      |
| URS     | EURO-TOP12                            | 1972 | Zagreb      | YUG  | 5             |               |               |      |
| URS     | Weltmeisterschaft                     | 1977 | Birmingham  | ENG  | letzte 32     | letzte 64     | letzte 64     | 7    |
| URS     | Weltmeisterschaft                     | 1975 | Calcutta    | IND  | letzte 32     | Viertelfinale | Gold          | 7    |
| URS     | Weltmeisterschaft                     | 1973 | Sarajevo    | YUG  | letzte 16     | letzte 16     | letzte 32     | 4    |
| URS     | Weltmeisterschaft                     | 1971 | Nagoya      | JPN  | letzte 64     | letzte 64     | Viertelfinale |      |
| URS     | Weltmeisterschaft                     | 1969 | München     | FRG  | Viertelfinale | Halbfinale    | Viertelfinale | 8    |
| URS     | Weltmeisterschaft                     | 1967 | Stockholm   | SWE  | letzte 16     | Silber        | letzte 32     | 6    |
| URS     | Weltmeisterschaft                     | 1965 | Ljubljana   | YUG  | letzte 32     | letzte 64     | letzte 32     | 8    |